# عادل اسكندر
عادل اسكندر فرج باحث وأكاديمي (ولد في 15 مارس 1977) متخصص في الإعلام في منطقة الشرق الأوسط. هو كندي من أصل مصري ولد في المملكة المتحدة ودرس في جامعات كندية وأمريكية. معظم دراساته تركز علي نظريات ما بعد الاستعمار وهو أحد مساندي النظم التغييرية في سياسة والتطبيق الاعلامي. كتب ونشر عدة دراسات وأبحاث أهمها مقالات عن الإذاعة العربية وأشهرها أول دراسة شاملة عن قناة الجزيرة الفضائية العربية.

## أعماله
- Al-Jazeera: The Story of the Network that is Rattling Governments and Redefining Modern Journalism (2003), ISBN 0-8133-4149-3
- From Paris to Cairo: Resistance of the Unacculturated نسخة محفوظة 9 ديسمبر 2010 على موقع واي باك مشين.
- Is Al-Jazeera Alternative: Mainstreaming Alterity and Assmiliating Discourses of Dissent
- Lines in the Sand: Problematizing Arab Media in the Post-Taxonomic Era